# Бернеј сир Ен
Бернеј сир Ен (фр. Berneuil-sur-Aisne) насеље је и општина у североисточној Француској у региону Пикардија, у департману Оаза која припада префектури Компјењ.
По подацима из 2011. године у општини је живело 1.016 становника, а густина насељености је износила 95,76 становника/km². Општина се простире на површини од 10,61 km². Налази се на средњој надморској висини од 45 метара (максималној 142 m, а минималној 34 m).

## Демографија
| 1962. | 1968. | 1975. | 1982. | 1990. | 1999. | 2011. |
| ----- | ----- | ----- | ----- | ----- | ----- | ----- |
| 662   | 697   | 700   | 811   | 875   | 922   | 1.016 |

График промене броја становника у току последњих година